# Puchar Chin w piłce nożnej (2004)
Puchar Chin w piłce nożnej mężczyzn 2004 – rozgrywki mające na celu wyłonienie zdobywcy Pucharu Chin, który zakwalifikuje się tym samym do Azjatyckiej Ligi Mistrzów. Po raz trzeci w historii tytuł zdobyła drużyna Shandong Luneng Taishan.
Rozgrywki składały się z 5 rund:
- 13 meczów pierwszej rundy,
- 8 dwumeczów drugiej rundy,
- dwumeczów 1/4 finału,
- dwumeczów 1/2 finału,
- meczu finałowego.

## Pierwsza runda
Mecze odbyły się 10 i 11 kwietnia 2004.
| L.p. | Gospodarze               | Wynik        | Goście                  | Widzów |
| ---- | ------------------------ | ------------ | ----------------------- | ------ |
| 1    | Inter Shanghai           | 2-1          | Dalian Changbo          | 8 000  |
| 2    | Xi’an Anxinyuan          | 0-1          | Shenzhen Jianlibao      | 7 000  |
| 3    | Henan Construction       | 2-1          | Changchun Yatai         | 20 000 |
| 4    | Zhejiang Babei Greentown | 0-1          | Shandong Luneng Taishan | 10 000 |
| 5    | Jiangsu Sainty           | 0-1          | Wuhan Huanghelou        | 8 000  |
| 6    | Chongqing Lifan          | 1-2          | Shenzhen Kejian         | 16 000 |
| 7    | Qingdao Sbright          | 1-1 (k. 5-3) | Chengdu Wuniu           | 14 000 |
| 8    | Shaanxi Guoli            | 2-0          | Guangzhou Sunray Cave   | 2 000  |
| 9    | Qingdao Hailifeng        | 1-0          | Liaoning F.C.           | 13 000 |
| 10   | Zhuhai Zobon             | 2-0          | Hunan Xiangjun          | 4 000  |
| 11   | Nanjing Huamen Yoyo      | 0-0 (k. 5-6) | Tianjin Master Kong     | 2 5000 |
| 12   | Dongguan Dongcheng       | 0-0 (k. 4-5) | Shanghai Shenhua        | 3 000  |
| 13   | Sichuan Guancheng        | 4-1          | Xiamen Jixiang Shishi   | 3 000  |

## Druga runda
Pierwsze mecze odbyły się 29 kwietnia, 1 i 2 maja 2004, zaś rewanże 5, 6 i 11 maja 2004.
| L.p. | Gospodarze          | Wynik pierwszego meczu | Wynik drugiego meczu | Goście                  | Widzów         |
| ---- | ------------------- | ---------------------- | -------------------- | ----------------------- | -------------- |
| 1    | Henan Construction  | 1-1                    | 0-4                  | Dalian Shide            | 5 000, ?       |
| 2    | Qingdao Sbright     | 3-0                    | 0-3 (k. 3-1)         | Inter Shanghai          | 12 000, 5 000  |
| 3    | Zhuhai Zobon        | 1-4                    | 1-4                  | Shenzhen Jianlibao      | 2 000, 4 000   |
| 4    | Shaanxi Guoli       | 1-2                    | 0-1                  | Shenyang Ginde          | 4 000, 10 000  |
| 5    | Qingdao Hailifeng   | 1-1                    | 0-3                  | Sichuan Guancheng       | 5 000, 3 000   |
| 6    | Wuhan Huanghelou    | 2-1                    | 2-0                  | Beijing Hyundai         | 5 000, 8 000   |
| 7    | Shenzhen Kejian     | 1-5                    | 1-4                  | Shandong Luneng Taishan | 15 000, 18 000 |
| 8    | Tianjin Master Kong | 1-1                    | 1-3                  | Shanghai Shenhua        | 12 000, ?      |

## Ćwierćfinały
Pierwsze mecze odbyły się 7 lipca 2004, zaś rewanże 11 lipca 2004.
| L.p. | Gospodarze        | Wynik pierwszego meczu | Wynik drugiego meczu | Goście                  | Widzów         |
| ---- | ----------------- | ---------------------- | -------------------- | ----------------------- | -------------- |
| 1    | Qingdao Sbright   | 1-1                    | 2-4                  | Shenzhen Jianlibao      | 13 000, 20 000 |
| 2    | Wuhan Huanghelou  | 0-4                    | 1-0                  | Shandong Luneng Taishan | 10 000, 10 000 |
| 3    | Sichuan Guancheng | 2-1                    | 3-1                  | Dalian Shide            | 5 000, 3 000   |
| 4    | Shanghai Shenhua  | 6-1                    | 2-1                  | Shenyang Ginde          | 6 000, 20 000  |

## Półfinały
Pierwsze mecze odbyły się 8 sierpnia 2004, zaś rewanże 14 sierpnia 2004.
| L.p. | Gospodarze              | Wynik pierwszego meczu | Wynik drugiego meczu | Goście             | Widzów    |
| ---- | ----------------------- | ---------------------- | -------------------- | ------------------ | --------- |
| 1    | Shandong Luneng Taishan | 1-1                    | 3-3                  | Shenzhen Jianlibao | 10 000, ? |
| 2    | Sichuan Guancheng       | 2-1                    | 3-2                  | Shanghai Shenhua   | 2 000, ?  |

## Finał
| 18 grudnia 2004 19:00 | Shandong Luneng Taishan · Li Jinyu 24' · Shu Chang 84' | 2 – 1(1-1) | Sichuan Guancheng · Yan Feng 17' | Helong Stadium, Changsha Sędzia: Lee Gi-young |
|                       |                                                        |            |                                  |                                               |

| Shandong | Sichuan |

| Shandong:          |    |                      |     |     |
|                    |    |                      |     |     |
| BR                 | 35 | Yang Cheng           |     |     |
| OB                 | 25 | Jiao Zhe             | 80' |     |
| OB                 | 6  | Vladimir Matijašević |     |     |
| OB                 | 5  | Shu Chang            |     |     |
| OB                 | 3  | Wang Chao            |     |     |
| PO                 | 2  | Liu Jindong          | 61' |     |
| PO                 | 16 | Gao Yao              |     |     |
| PO                 | 18 | Zhou Haibin          |     |     |
| PO                 | 9  | Han Peng             |     | 72' |
| NA                 | 29 | Li Jinyu             |     |     |
| NA                 | 10 | Nicolas Ouédec       |     |     |
| Zmiany:            |    |                      |     |     |
| PO                 | 7  | Song Lihui           |     | 72' |
| Trener             |    |                      |     |     |
| Ljubiša Tumbaković |    |                      |     |     |

| Sichuan:    |    |                  |       |
|             |    |                  |       |
| BR          | 1  | Sun Shoubo       |       |
| OB          | 3  | Wang Suolong     |       |
| OB          | 4  | Liu Yu           |       |
| OB          | 5  | Tang Jing        |       |
| OB          | 7  | Zhao Xuri        | 45+1' |
| PO          | 18 | Yan Feng         |       |
| PO          | 11 | Yang Pengfeng    |       |
| PO          | 16 | Wang Song        |       |
| PO          | 10 | Miodrag Pantelić |       |
| NA          | 12 | Daniel Nannskog  |       |
| NA          | 20 | Zou Yougen       |       |
| Zmiany:     |    |                  |       |
| Trener:     |    |                  |       |
| Gao Huichen |    |                  |       |